# Венская конвенция о дорожных знаках и сигналах
Венская конвенция о дорожных знаках и сигналах от 8 ноября 1968 была принята с целью международной унификации дорожных знаков.
Дорожные знаки, световые сигналы и маркировки проезжей части были стандартизированы. Конвенция была разработана во время конференции ЮНЕСКО с 7 октября по 8 ноября 1968 в Вене и вступила в силу 6 июня 1978 года. Одновременно на конференции была разработана Венская конвенция о дорожном движении, которая унифицировала правила дорожного движения.

## Классификация
Все дорожные знаки делятся на 8 групп:
- Предупреждающие знаки;
- Знаки приоритета;
- Запрещающие знаки;
- Предписывающие знаки;
- Знаки особых предписаний;
- Информационные знаки;
- Знаки сервиса;
- Знаки дополнительной информации (таблички).

## 1. Предупреждающие знаки

## 2. Знаки приоритета

## 3. Запрещающие знаки

## 4. Предписывающие знаки

## 5. Знаки особых предписаний

## 6. Информационные знаки

## 7. Знаки сервиса

## 8. Знаки дополнительной информации (таблички)